# Omar Ramdane
Omar Ramdane (en arabe : عمر رمضان), né en 1938 à Miliana, est un ancien maquisard et homme d'affaires algérien.
Omar Ramdane rejoint le maquis en 1956 à l'âge de 18 ans à la suite de la grève des étudiants. Il combattra dans la Wilaya 4, qu'il quittera avec le grade de commandant.
À l'indépendance il sera membre de l'assemblée constituante puis député de la Wilaya d'El Asnam (Chlef) jusqu'en 1965,.
Par la suite il se lance dans les affaires en créant en 1970 l'entreprise de construction EGECO ou encore en 1987 la société Modern Ceramics puis Modern Bricks et enfin plus tard le groupe Ramdane qui investit dans l'immobilier avec Modern Towers et CM Invest. Le groupe introduit la chaîne hôtellière Intercontinental Hotels Group avec la marque Holiday Inn.
En 1988, il est désigné président de la chambre nationale de commerce.
En 2000 il est président fondateur du Forum des Chefs d'Entreprises (FCE), devenu le plus puissant syndicat patronal algérien. Il est depuis président d'honneur.
Il est depuis 2009 sénateur désigné sur le tiers présidentiel.
Son fils est à l'origine de larchitecture du Holiday Inn Alger - Cheraga Tower, dont le groupe ramdane se chargera ensuite de la construction.
Plus tard, toujours en collaboration avec son fils il lancera le centre commercial Garden city, qui connait un succès rapide et devient l'un des Centres commerciaux les plus connus du pays. 

## Mandats
- Député de l'APN : 1962 - 1965
- Sénateur au Conseil de la Nation : Depuis 2009